# بل (کالیفرنیا)
بل (به انگلیسی: Bell) شهری در لس‌آنجلس ایالت کالیفرنیا است که در سرشماری سال ۲۰۱۰ میلادی، ۳۵۴۷۷ نفر جمعیت داشته‌است.